# First Air

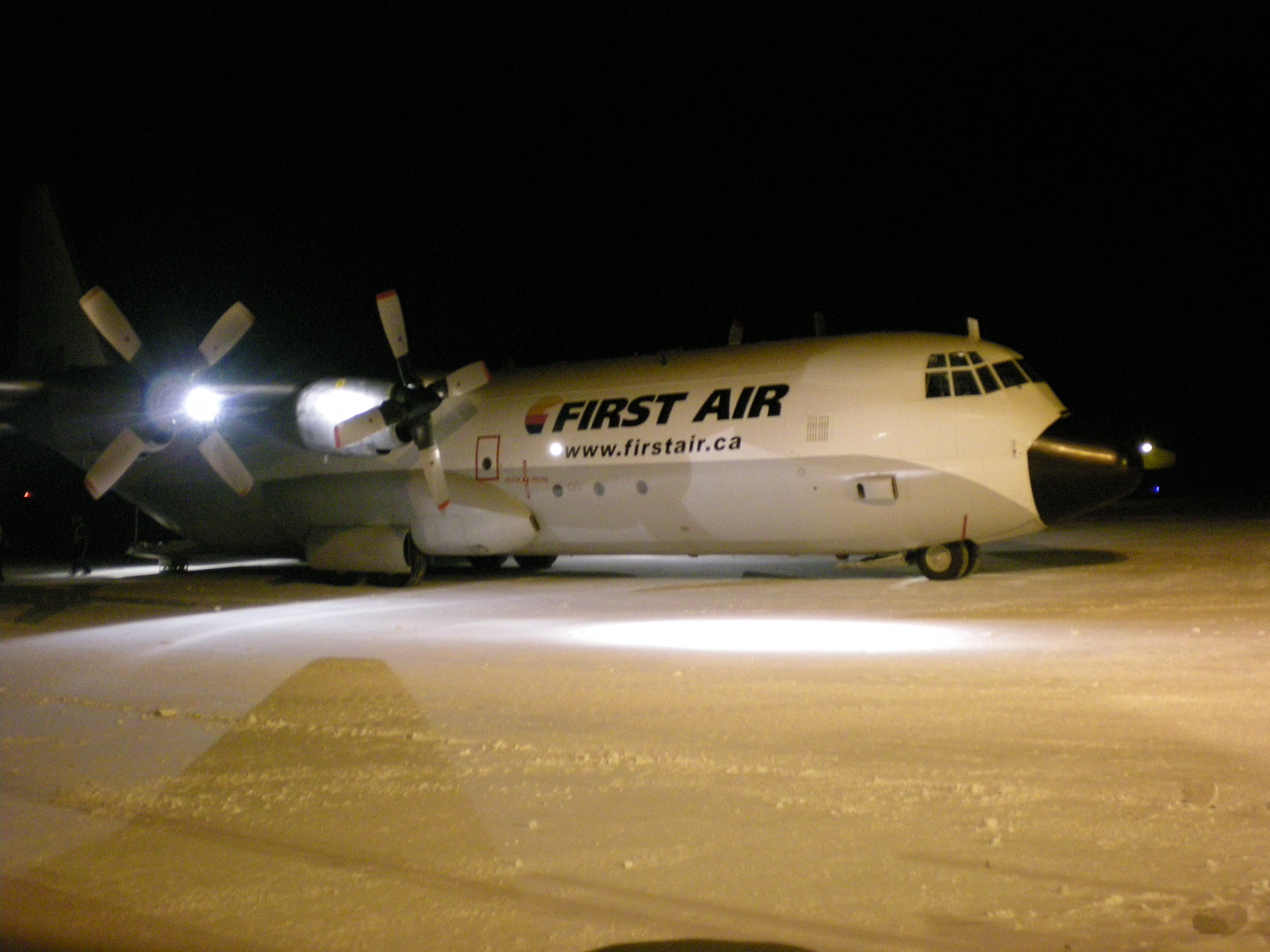
Lockheed L-100 Hercules linii First Air

First Air – nieistniejąca kanadyjska pasażersko-towarowa linia lotnicza. Linie  świadczyły również usługi czarterowe oraz prowadziły pomoc humanitarną na terenach dotkniętych kataklizmem. Głównymi portami lotniczymi były Port lotniczy Yellowknife oraz Port lotniczy Iqaluit.

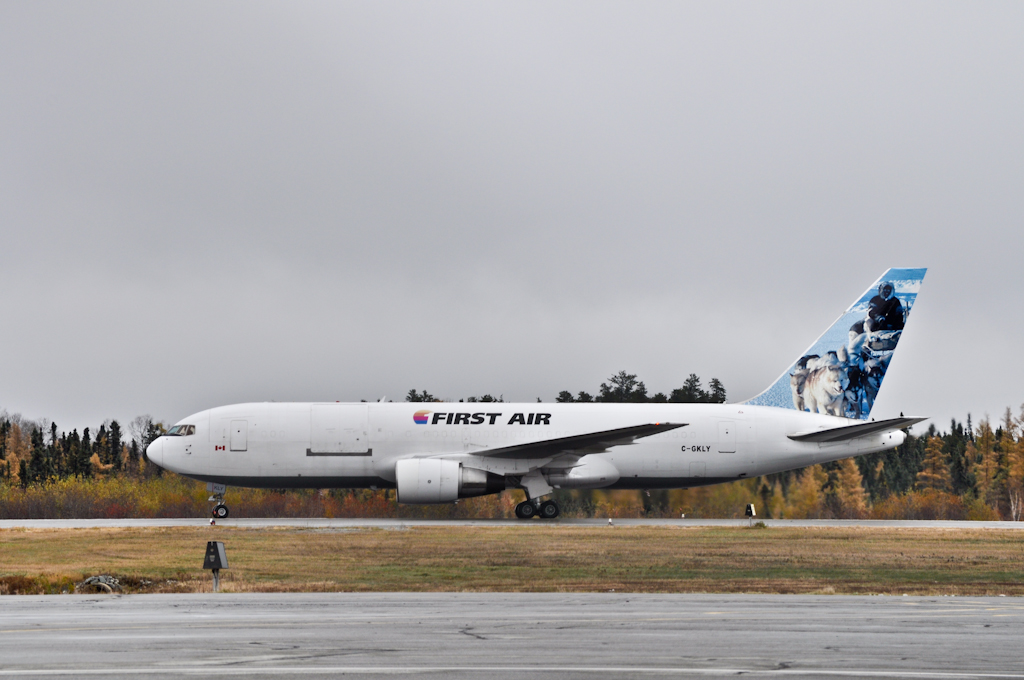
Boeing 767-200 linii First Air

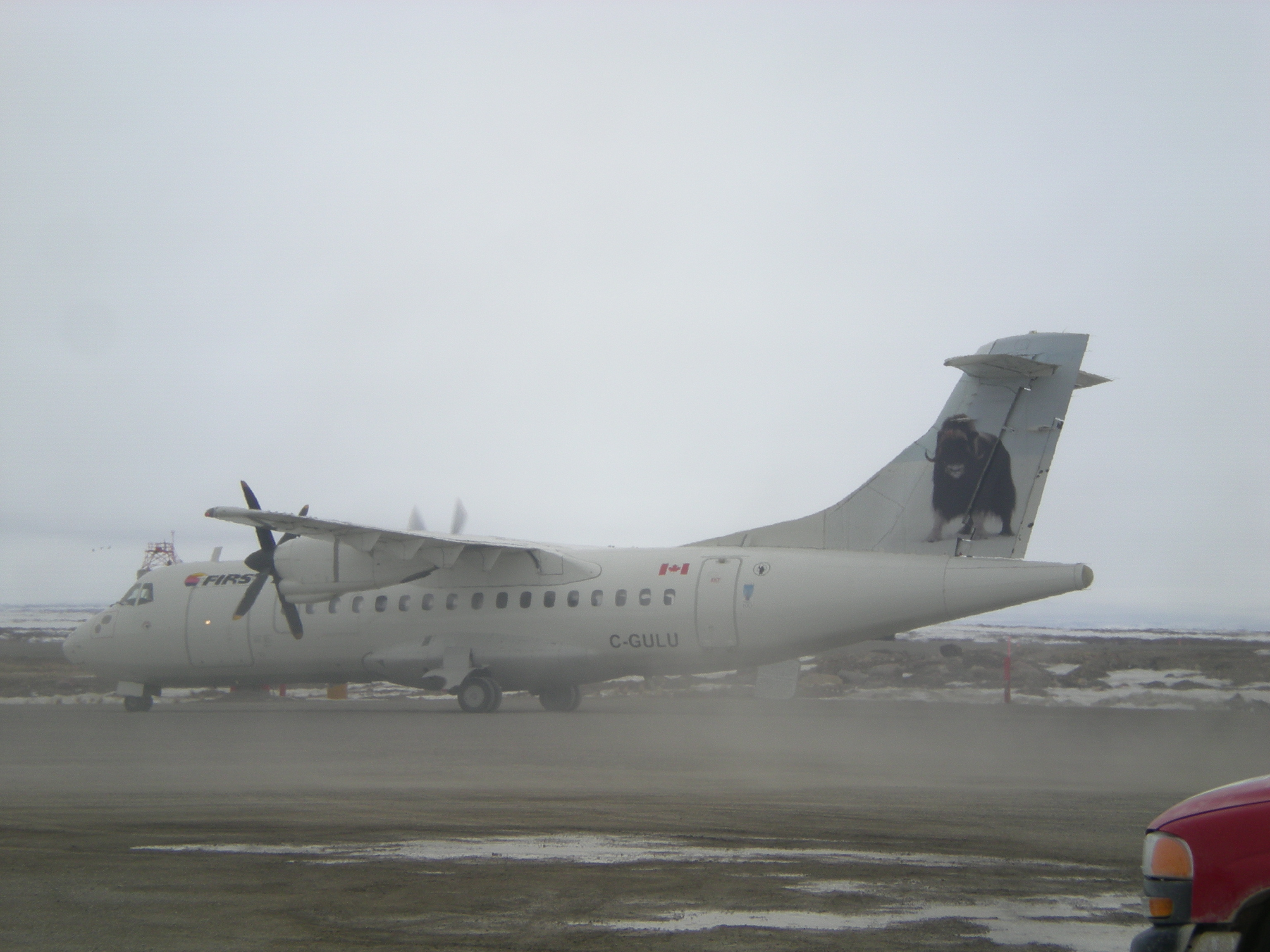
ATR 42-300 linii First Air

Zostały założone w Ottawie czerwcu 1946 pod nazwą Bradley Air Services. Od 1973 realizowały połączenia pod nazwą First Air. W 2019 doszło do fuzji z Canadian North, która przejęła całą flotę i siatkę połączeń.

## Katastrofy i wypadki lotnicze
- 25 lutego 2004 – Boeing 737-200 (C-GNWN) podczas lądowania na lotnisku w Edmonton wylądował obok pasa startowego. Nikomu nic się nie stało[2].
- 20 sierpnia 2011 – Lot 6560 obsługiwany przez Boeinga 737-200 (C-GNWN) rozbił się podczas podejścia do lądowania w mieście Resolute. W samolocie znajdowało się 15 osób. 12 z nich nie przeżyło katastrofy[3].